# Pawężnica pergaminowa

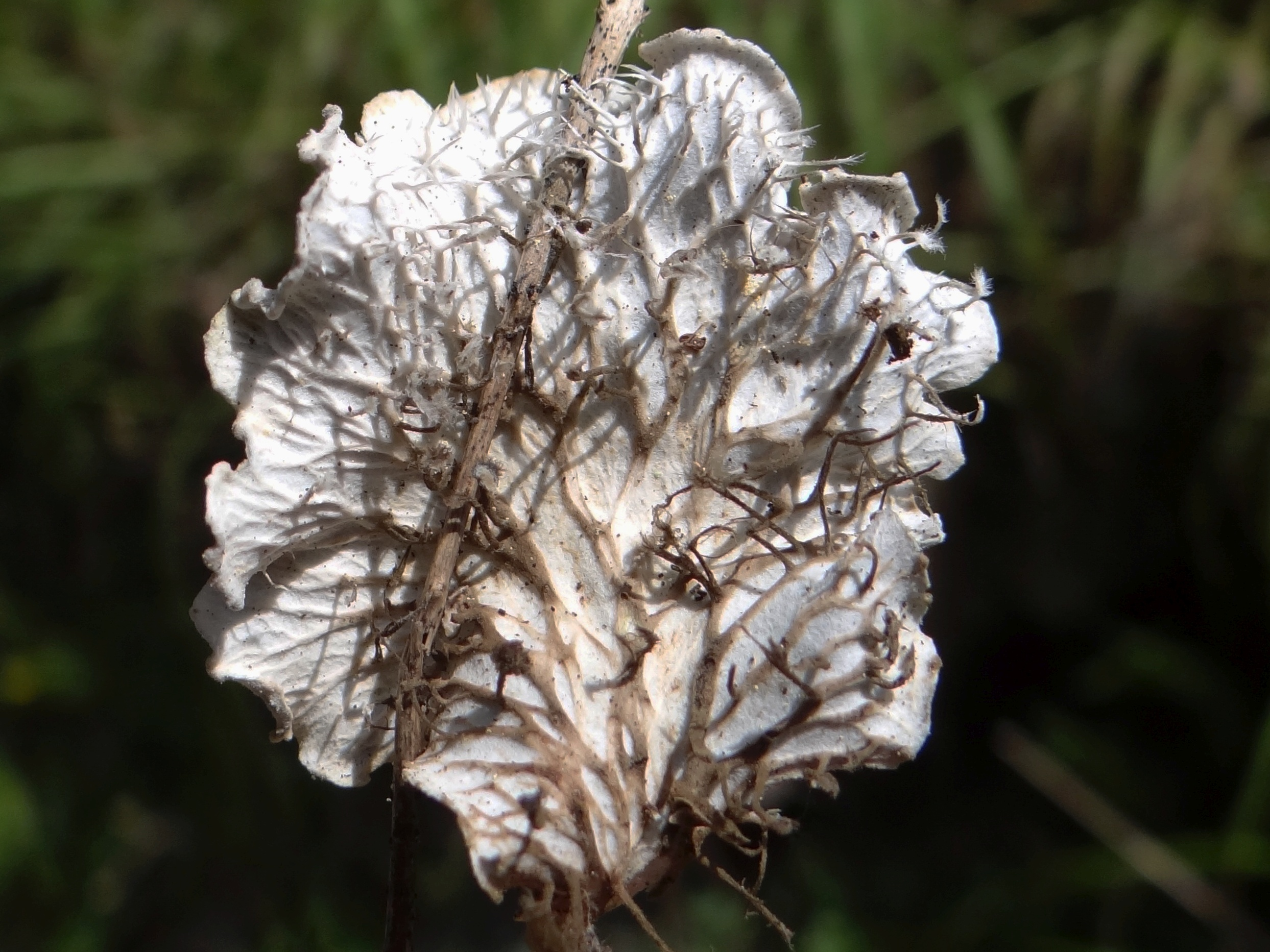
Dolna strona plechy

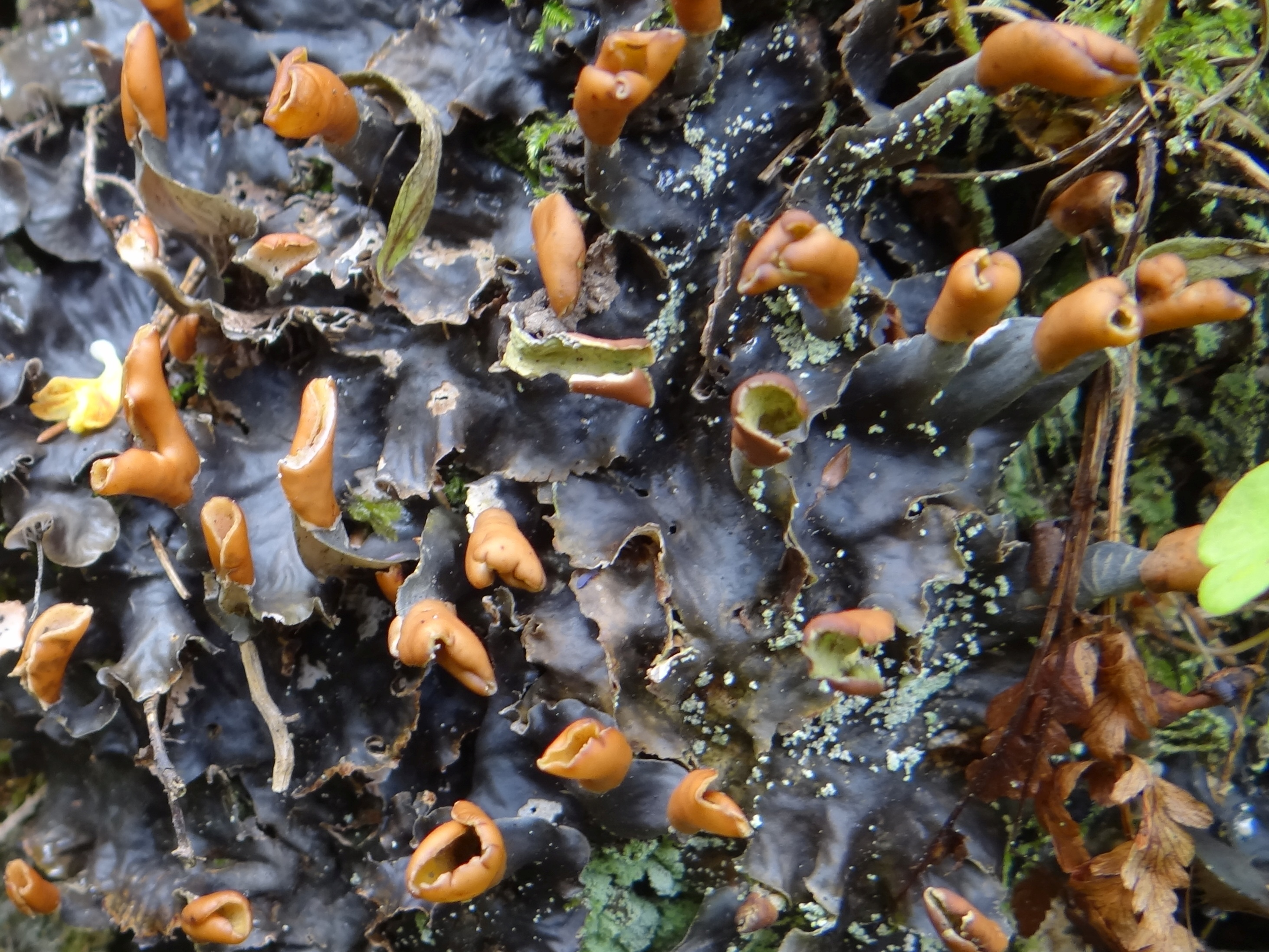
Plecha z apotecjami

 Pawężnica pergaminowa  (Peltigera membranacea (Ach.) Nyl.) – gatunek grzybów z rodziny pawężnicowatych (Peltigeraceae). Ze względu na współżycie z glonami zaliczany jest do porostów.

## Systematyka i nazewnictwo
Pozycja w klasyfikacji według Index Fungorum: Peltigera, Peltigeraceae, Peltigerales, Lecanoromycetidae, Lecanoromycetes, Pezizomycotina, Ascomycota, Fungi.
Po raz pierwszy takson ten zdiagnozował go w 1810 r. Erik Acharius jako odmianę pawężnicy psiej, nadając mu nazwę Peltidea canina var. membranacea. Do rangi odrębnego gatunku podniósł go William Nylander w 1887 r.
Synonimy:
- Peltigera canina f. membranacea (Ach.) Duby 1830
- Peltigera canina var. membranacea (Ach.) Duby
- Peltigera membranacea (Ach.) Nyl. 1887 f. membranacea
- Peltigera membranacea (Ach.) Nyl. 1887 var. membranacea

Nazwa polska według Krytycznej listy porostów i grzybów naporostowych Polski.

## Morfologia
Plecha listkowata, początkowo o mniej więcej okrągłym kształcie, z czasem rozpadająca się na nieregularne płaty. Osiąga szerokość do 51,5 cm. Jest cienka. Jej odcinki mają długość 2–4 cm, szerokość 1–2 cm i często dichotomicznie rozgałęziają się. Odcinki są oddzielone lub zachodzą na siebie. Mają zaokrąglone lub nieco wcięte zakończenia, zazwyczaj pofałdowane i często wzniesione. Powierzchnia górna jest gładka, w stanie suchym ma barwę szaroniebieską, szarą lub brązową, w stanie wilgotnym niebieskoszarą lub czarnozieloną. Brak izydiów i urwistków. Rdzeń plechy biały, zbudowany z luźnych strzępek. Fotobiontami są sinice z rodzaju Nostoc. Dolna powierzchnia biała, pokryta dobrze widocznymi, wąskimi i wyraźnie wypukłymi żyłami. Chwytniki o barwie od białej do jasnobrązowej, słabo rozgałęzione, o zakończeniach pędzelkowatych, Czasami też z dodatkowymi wyrostkami.
Na zakończeniach odcinków występują okrągłe lub lekko podłużne, a czasami siodłowate apotecja o średnicy do 6 mm. Mają zaokrąglony, gładki brzeżek i gładkie, ciemnobrązowe lub czarne tarczki. Zarodniki igiełkowate, bezbarwne, lub słabo jasnobrązowe, z 3–5 przegrodami. Mają rozmiary 55–65 × 3–5 μm.
Reakcje barwne: wszystkie negatywne.

## Występowanie i siedlisko
Peltigera membranacea jest szeroko rozprzestrzeniona na całej półkuli północnej. W Europie jej zasięg ciągnie się na południu od Hiszpanii, na północy aż po 78 szerokości geograficznej w archipelagu Svalbard. Na półkuli południowej znana jest tylko z nielicznych stanowisk w górach Chile w Ameryce Południowej oraz w Australii i Nowej Zelandii. W Polsce występuje w Zewnętrznych i Centralnych Karpatach Zachodnich, w Sudetach, Beskidach Wschodnich, na Wyżynie Środkowomałopolskiej, Pobrzeżu Południowobałtyckim, Pojezierzu Południowobałtyckim, Pobrzeżu Wschodniobałtyckim i Pojezierzu Wschodniobałtyckim. Jest jednak rzadka. W Czerwonej liście roślin i grzybów Polski ma status DD – gatunek o nieznanym zagrożeniu, wymagający dalszych badań. W Polsce podlega ścisłej ochronie gatunkowej.
Rośnie na próchnicznej ziemi, na mchach, skałach i pniach.